# Tarawa
Tarawa – główny atol wyspiarskiego państwa Kiribati, położony w środkowej części Oceanu Spokojnego w archipelagu Wysp Gilberta. Znajduje się tu stolica kraju Bairiki. Atol jest zamieszkany przez 70 090 osób (2020), posługujących się na co dzień językiem angielskim oraz językiem kiribati. Powierzchnia laguny wynosi około 500 km². Atol ten jest też siedzibą władz jednego z sześciu dystryktów Kiribati, a także lokalnej rady wyspiarskiej, jednej z 21 w tym państwie (zobacz podział administracyjny Kiribati). Na tym atolu znajdują się m.in. osady Buariki i Bonriki. W południowej części atolu znajduje się jednostka administracyjna South Tarawa.
W atolu używany jest dialekt języka kiribati, nazwany tarawa – posługuje się nim około 3 tysięcy osób. Różnica pomiędzy standardowym językiem a dialektem polega na innej wymowie i akcentowaniu pierwszej sylaby, a także różnicach leksykalnych. Dialektem posługuje się ludność na wyspach Bairiki i Bonriki.
Wyspa jest szerzej znana dzięki krwawej bitwie, jaka rozegrała się tutaj podczas II wojny światowej, pomiędzy okupującymi wyspy Japończykami a amerykańską piechotą morską.
Nazwę „Tarawa” noszą dwa okręty amerykańskie.

## Galeria

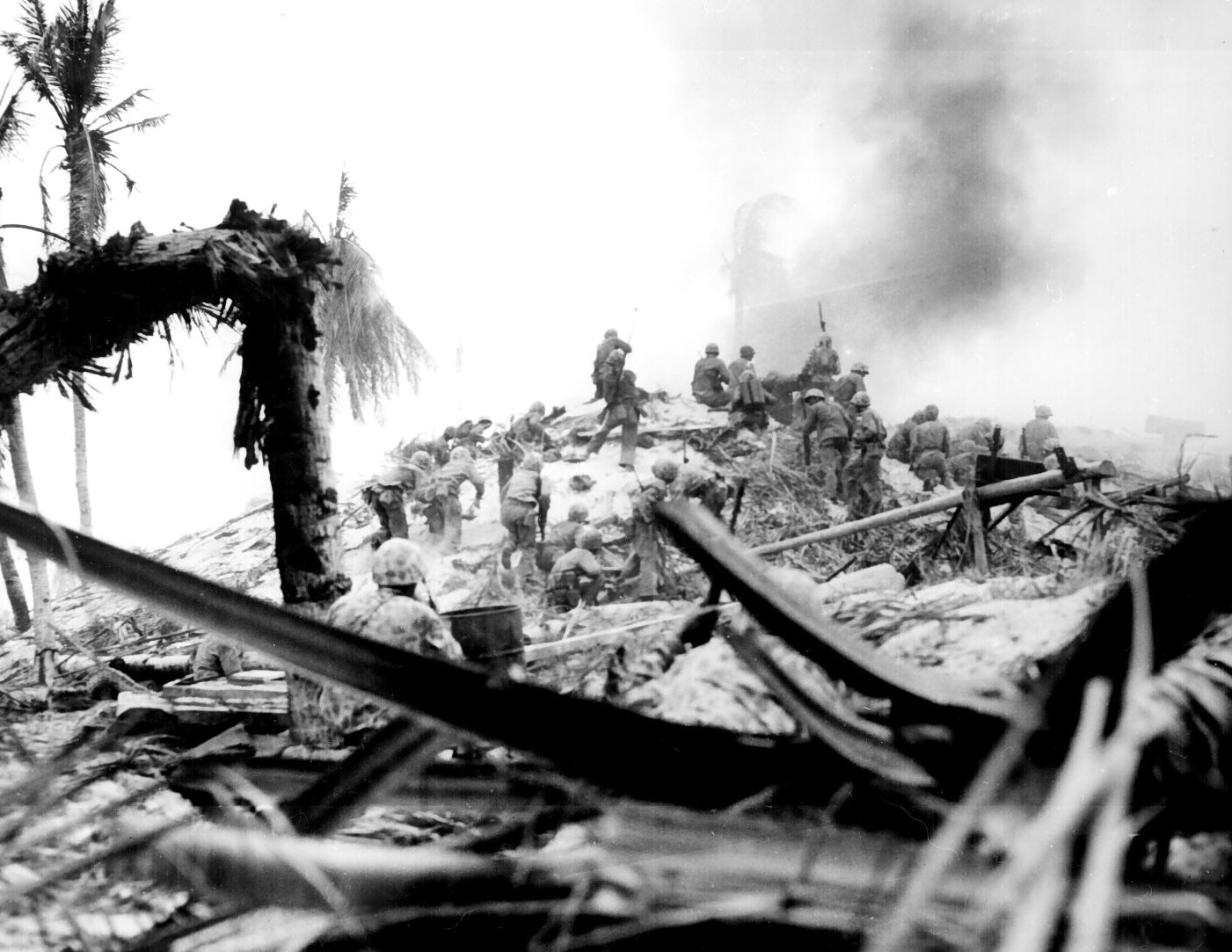
Marines w walkach na atolu Tarawa
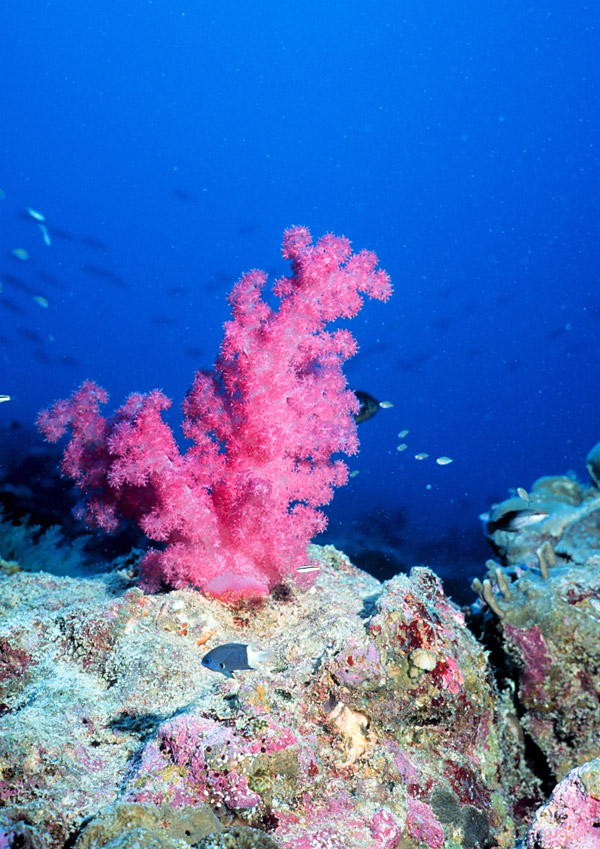
Rafa koralowa w atolu Tarawa